# تود كارتر
تود كارتر (بالإنجليزية: Todd Carter)‏ هو لاعب كرة قدم أمريكية أمريكي، ولد في 7 يونيو 1986.

## وصلات خارجية
- تود كارتر على موقع مرجع كرة القدم المحترفة.كوم (الإنجليزية)